# Vis e Rāmin
Vis e Rāmin (ويس و رامين, Vis o Rāmin) è un'antica storia d'amore della letteratura in lingua persiana. L'epica fu composta in poesia dal poeta persiano Fakhruddin As'ad Gurgani (فخرالدين اسعد گرگاني) nell'XI secolo.
La storia è ambientata nella Persia pre-islamica. Gorgâni ha dichiarato un'origine sasanide per la medesima, ciò nonostante è oggi considerata come risalente alla dinastia Parti, probabilmente nel primo secolo d.C. È stato anche suggerito che la storia di Gorgâni rifletta tradizioni e usi del periodo immediatamente precedente a quello in cui egli è vissuto. Questo non può essere stabilito con certezza, al pari di tutte le storie che ripropongono fonti antiche includendo elementi contemporanei al periodo dei propri narratori.

## Struttura
La struttura della storia si fonda sull'opposizione di due clan parti, uno orientale e l'altro occidentale. L'esistenza di questi piccoli regni e della loro base feudale sembra datare le vicende al periodo parti della storia dell'Iran. La popolarità di questa storia pre-islamica nel periodo islamico è menzionata dallo stesso poeta, e mostra come vi era necessità di antichi temi e tradizioni.

## Trama
La storia narra di Vis, figlia di Shāhrū e Kāren, la famiglia dominante in Māh, nell'Iran occidentale, e Ramin (Rāmīn), il fratello di Monikan, il sovrano di Merv nell'Iran nordorientale. Monikan incontra Shahru in una festa reale, e incantato dalla sua bellezza le domanda di sposarlo. Ella risponde che è più vecchia di quanto appaia e che è già maritata, ma gli promette di dargli la prima figlia che gli sarebbe nata.
Diversi anni dopo, Shahru dà alla luce una bambina e la chiama Vis (o Viseh). Ella manda Vis a Khuzan per essere cresciuta da una nutrice, che a sua volta è già impegnata nel crescere Ramin, della stessa età di Vis. I due crescono insieme per dieci anni e, dopo di ciò, Vis viene richiamata dalla madre. Dopo che Vis raggiunge l'adolescenza, ella fa ritorno alla madre e Shahru la offre in sposa al proprio figlio, Viru, che è anche il fratello di Vis. Il matrimonio rimane non consumato a causa delle mestruazioni di Vis, che nello Zoroastrismo la rende inavvicinabile. Monikan viene informato del matrimonio e manda proprio fratello Zard a ricordare a Shahru della propria promessa e a condurre Vis a lui. Vis rinnega definitivamente la proposta di Monikan e rifiuta di partire. I sentimenti di Monikan si inaspriscono e dichiara guerra a Māh-abad. In una battaglia, Kāren (o Qārin), padre di Vis, viene ucciso, ma Monikan subisce anche una sconfitta per mano di Viru.
Monikan, in conseguenza alla sconfitta subita, conduce il proprio esercito a Gurab, dove Vis sta aspettando lontano dalla battaglia. Egli manda un messaggero a lei, offrendole vari privilegi a compenso del loro matrimonio. Ma Vis rifiuta ancora l'offerta di Monikan con coraggio e indignazione. Monikan domanda consiglio ai propri fratelli, Zard e Ramin. Ramin, che è già innamorato di Vis, cerca di dissuadere il fratello maggiore dai suoi propositi. Ciò nonostante, Zard suggerisce di corrompere Shahru come via per vincere su Vis. Monikan accetta il consiglio di Zard e invia dei soldi e dei gioielli a Shahru, corrompendola e ottenendo la possibilità di entrare nel suo castello. In questo modo egli può rapire Vis, con grande dispiacere di Viru.
Durante il viaggio di ritorno verso Merv, Ramin intravede Vis e arde dal desiderio per lei al punto tale da cadere dal proprio cavallo e svenire. Vis viene condotta nell'harem di Monikan e molti doni le vengono offerti. Anche la nutrice di Vis viene condotta a Merv, e cerca di persuadere la giovane ad affrontare la questione con praticità, accettando il suo nuovo sposo e dimenticando Viru. Vis inizialmente ha difficoltà ad accettare il proprio destino, ma alla fine di rassegna a essere parte dell'harem di Monikan.
Ciò nonostante Vis rifiuta di offrirsi a Monikan per diversi anni, mantenendo il lutto per la morte del padre. In questo periodo, la nutrice produce un talismano volto a rendere Monikan impotente per un mese. L'incantesimo può essere rotto solo in conseguenza alla rottura del talismano, e nel momento in cui esso viene perduto, Monikan perde la possibilità di giacere con la propria sposa.
Nel frattempo, Ramin ha nuovamente occasione di scortare Vis e, rivedendola e riconoscendola, si innamora nuovamente di lei. Vis sta ancora portando il lutto per la morte del padre, e per la separazione da suo fratello e suo primo marito, Viru; così quando Ramin prega la nutrice di informare Vis del suo amore, Vis si arrabbia e rifiuta ogni possibilità di incontro. Alla fine, dopo una lunga conversazione attraverso l'intermediazione della nutrice, e mentre il re Monikan è lontano per una guerra, Vis e Ramin riescono a incontrarsi. Vis si innamora di Ramin e i due consumano il loro amore.
Dopo il ritorno di Monikan, essi decidono di andare a visitare la famiglia di Vis. Là, Monikan ascolta casualmente una conversazione fra la nutrice e Vis, e comprende che sua moglie ama suo fratello. Monikan invoca la prova del fuoco, nel corso della quale, passando attraverso le fiamme, Vis deve provare la propria verginità. Ma Vis e Ramin fuggono.
Grazie all'intervento della madre di Monikan, viene ristabilita la pace fra i due fratelli, e così tutti possono finalmente fare ritorno a Marv.
Monikan conduce quindi Ramin insieme a sé in una campagna contro l'Impero Romano, ma Ramin cade ammalato e viene lasciato indietro. Ramin fa quindi ritorno da Vis, che è stata imprigionata in un castello da Monikan e sorvegliata dall'altro fratello, Zard. Ramin si arrampica lungo la parete e passa il proprio tempo insieme a Vis fino a quando Monikan non ritorna dalla guerra ed è costretto a fuggire.
Ramin pensa che il proprio amore con Vis non possa avere futuro, e per questo chiede a Monikan di inviarlo in missione a Maah. Là, Ramin si innamora di una donna chiamata Gol e si sposa con lei. Vis scopri questo e invia la nutrice da Ramin a ricordargli del loro amore. Ma Ramin la rispedisce indietro con un'arida risposta. Vis invia pertanto un messaggio elaborato, invocandolo a tornare da lei. E questa volta, Ramin, annoiato dalla vita con la propria moglie, decide di ritornare da Vis. Ma quando egli raggiunge Marv sul proprio cavallo nel corso di una tempesta di neve, Vis sale sul tetto del castello e rifiuta il suo amore. Ramin fugge disperato e Vis, pentita di ciò che ha fatto, invia la nutrice al seguito di Ramin, ottenendo riconciliazione con lui.
Monikan porta Ramin a caccia e invia Vis, la nutrice e qualche altra donna a sorvegliare il fuoco sacro del tempio vicino. Ramin si assenta però dalla caccia, si traveste come una donna e entra nel tempio per prendere Vis. Essi fanno quindi ritorno al castello e, con l'aiuto degli uomini di Ramin, uccidono tutti coloro lì presenti, Zard compreso. Quindi fuggono a Daylam, sulla costa del mar Caspio. Monikan resta ucciso durante la caccia e Vis e Ramin possono tornare a Merv, dove Ramin ascende al trono e può finalmente sposare Vis.
Ramin regna per oltre 83 anni. Nell'ottantunesimo anno, Vis muore e Ramin affida il regno al proprio figlio maggiore nel mentre in cui per due anni si reca continuamente alla tomba dell'amata, con la quale si ricongiungerà nell'aldilà.

## Influenza
La storia di Vis e Ramin ha influenzato notevolmente la letteratura persiana. Significativo è come Nezami, a sua volta uno dei maggiori poeti della tradizione romantica persiana, basa molto della propria retorica sull'opera di Gorgani.
L'opera ha avuto anche influenza al di là della cultura persiana. La storia è divenuta molto popolare anche in Georgia in virtù di una libera traduzione in prosa del XII secolo conosciuta come Visramiani, che ha avuto un effetto duraturo sulla letteratura georgiana. Divenuto il più antico manoscritto conosciuto del lavoro, e meglio conservato rispetto all'originale, la sua grande importanza per la cultura persiana può essere riconosciuta nell'aiuto offerto nel recuperare molti passi corrotti del manoscritto originale.
Il grande studioso Vladimir Minorsky ha realizzato uno studio in quattro parti della storia, e si è convinto dell'origine parti della medesima.
Molti studiosi hanno suggerito che la vicenda di Vis e Ramin potrebbe aver influenzato la leggenda di Tristano e Isotta. Ciò nonostante non sono state riconosciute somiglianze significative fra i due testi.